# Horreninsel
Horreninsel ist der Name eines 55 ha großen Naturschutzgebiets südlich von Altrip im Rhein-Pfalz-Kreis in Rheinland-Pfalz.

## Schutzzweck
In der Verordnung für das Naturschutzgebiet ist als Schutzzweck genannt: "... die Erhaltung des Gebietes mit seinen Wasser- und Wasserwechselbereichen, seinen Weich- und Hartholzauen, seinen Halbtrockenrasen als Standorte seltener Pflanzenarten und Pflanzengesellschaften sowie als Lebensraum seltener Tierarten."
Als besonders schützenswerte Pflanzenarten kommen auf einem Stromtalhalbtrockenrasen der Weidenblättrige Alant und der Echte Haarstrang vor.

## Lage und Geographie
Das überwiegend aus Auwald und Altrheingewässer bestehende Gebiet schließt sich unmittelbar südlich an die Siedlungsfläche Altrips an. Im Osten wird es über rund 1,6 km vom Rheinufer begrenzt, im Westen vom Rheinhauptdeich. Die maximale Ost-West-Ausdehnung beträgt etwas über 400 m.